# Alfred Kühn (Politiker)
Alfred Kühn (* 22. Oktober 1920 in Bruchhof, heute Homburg; † 11. Januar 1999) war ein deutscher Gewerkschafter und Politiker der SPD.
Kühn wurde im Jahr 1956 zum Gewerkschaftssekretär der IG Metall gewählt, von 1961 bis 1984 leitete er als erste Bevollmächtigter die Verwaltungsstelle Homburg der IG Metall.
Im Jahr 1960 wurde Kühn erstmals in den Kreistag des Landkreises Homburg gewählt. 1969 kandidierte er erfolglos für den Deutschen Bundestag. Im Jahr darauf wurde er in den Saarländischen Landtag gewählt, dem er eine Wahlperiode lang angehörte. 1975 zog er sich aus seinen parteipolitischen Ämtern zurück, nachdem er mehrere Herzinfarkte erlitt.
Nebenher übte Kühn weitere Ämter aus, so war er Vorsitzender der Arbeitskammer und der Landesversicherungsanstalt des Saarlandes. Ab 1984 bekleidete er das Amt des stellvertretenden Vorsitzenden des Rundfunkrats des Saarländischen Rundfunks, in den er als Vertreter der Arbeitskammer gewählt wurde.
Er wurde auf dem Hauptfriedhof Homburg bestattet.

## Auszeichnungen
- Bundesverdienstkreuz 1. Klasse